# Palazzo Canavese
Palazzo Canavese (piemontesisch Palass) ist eine Gemeinde in der italienischen Metropolitanstadt Turin (TO), Region Piemont.

## Lage und Einwohner
Palazzo Canavese liegt 60 km nordöstlich von Turin in den Moränenhügeln der Serra d’Ivrea. Das Gemeindegebiet umfasst eine Fläche von 5 km² und hat 836 Einwohner (Stand 31. Dezember 2024).
Die Nachbargemeinden sind Bollengo, Piverone, Magnano, Albiano d’Ivrea und Azeglio.

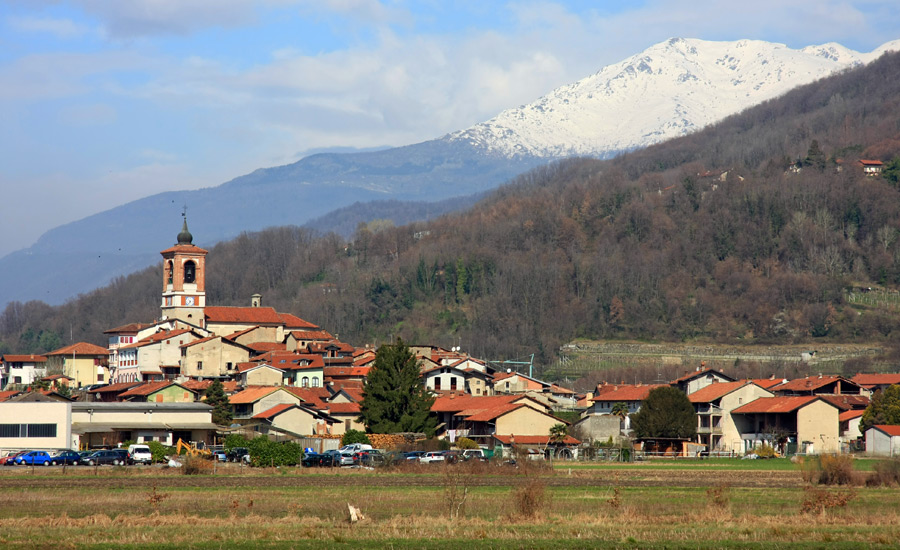
Panorama